# Selección de fútbol de Guam
La selección de fútbol de Guam es el equipo representativo del país en las competiciones oficiales. Su organización está a cargo de la Asociación de fútbol de Guam, fundada en 1976 y perteneciente a la AFC y a la FIFA.
Hasta ahora no pudo clasificarse a la Copa Asiática y en los Juegos del Pacífico su mayor logró es conseguir una victoria y un empate, sin superar siquiera la primera ronda, que obtuvo en 2011.
Es una de las selecciones más débiles de la AFC. Sin embargo, es importante destacar que en los últimos años la selección ha mejorado su nivel, lo que se ve demostrado por acontecimientos como sus participaciones en las 3 últimas ediciones del Campeonato de Fútbol de Asia Oriental, donde logró superar la primera etapa obteniendo el primer lugar frente a selecciones como Mongolia, Macao y las Islas Marianas del Norte. Sin embargo, en las clasificaciones para la Copa Mundial de Fútbol de 2018, Guam le ganó 1:0 frente a Turkmenistán, llevando una sorpresa al equipo. Luego Guam le daría la sorpresa a India al ganarle por un marcador de 2:1. El 4 de septiembre cosecharon una derrota de 6-0 frente a Irán, sin embargo, 4 días después lograrían sorprender al seleccionado de Omán al empatar en un partido sin goles, luego de eso perdió todos sus partidos restantes, 1-0 ante Turkmenistán, la India y Omán y nuevamente 0-6 ante Irán.
Últimamente su selección tiene pocos jugadores locales, jugando la mayoría en Estados Unidos, Filipinas, Camboya, India, entre otras, ligas ampliamente superiores a la de Guam.

## Uniforme

### Local
| 2023 |

### Vista
| 2023 |

## Últimos partidos y próximos encuentros
Actualizado al último partido jugado el 23 de diciembre de 2024
| Fecha      | Ciudad       | Local          | Resultado | Visitante      | Competición                      |
| ---------- | ------------ | -------------- | --------- | -------------- | -------------------------------- |
| 09-10-2021 | Madinat 'Isa | Guam           | 0:1       | Camboya        | Clasificación Copa Asiática 2023 |
| 12-10-2021 | Madinat 'Isa | Camboya        | 2:1       | Guam           | Clasificación Copa Asiática 2023 |
| 19-02-2022 | Agaña        | Guam           | 2:1       | Islas Marianas | Partido amistoso                 |
| 22-02-2022 | Agaña        | Guam           | 3:2       | Islas Marianas | Partido amistoso                 |
| 12-10-2023 | Bishan       | Singapur       | 2:1       | Guam           | Clasificación Copa Mundial 2026  |
| 16-10-2023 | Dededo       | Guam           | 0:1       | Singapur       | Clasificación Copa Mundial 2026  |
| 06-04-2024 | Saipán       | Islas Marianas | 2:2       | Guam           | Partido amistoso                 |
| 07-04-2024 | Koblerville  | Islas Marianas | 2:1       | Guam           | Partido amistoso                 |
| 14-12-2024 | Siu Sai Wan  | Macao          | 1:2       | Guam           | Clasificación Copa EAFF 2025     |
| 17-12-2024 | So Kon Po    | Hong Kong      | 5:0       | Guam           | Clasificación Copa EAFF 2025     |
| 21-12-2024 | Saipán       | Islas Marianas | 1:2       | Guam           | Partido amistoso                 |
| 23-12-2024 | Saipán       | Islas Marianas | 0:8       | Guam           | Partido amistoso                 |

## Jugadores

### Última convocatoria
| No. | Pos. | Jugador              | Fecha de nacimiento (edad)         | Apa. | Goles | Club                              |
| --- | ---- | -------------------- | ---------------------------------- | ---- | ----- | --------------------------------- |
| 1   | POR  | John-Michael Guidroz | 1 de enero de 2004 (21 años)       | 1    | 0     | West Florida Argonauts            |
| 18  | POR  | Josiah Jones         | 28 de noviembre de 2006 (18 años)  | 0    | 0     | Bank of Guam Strykers             |
|     | POR  | Dallas Jaye          | 19 de septiembre de 1993 (31 años) | 22   | 0     | Jugador libre                     |
|     | POR  | Zaine Rocca          | 28 de junio de 2007 (17 años)      | 0    | 0     | Total Futbol Academy              |
|     |      |                      |                                    |      |       |                                   |
| 2   | DEF  | Morgan McKenna       | 16 de enero de 2003 (22 años)      | 1    | 0     | Muskingum University              |
| 3   | DEF  | Takumi Ito           | 3 de febrero de 2000 (25 años)     | 4    | 0     | Ezra FC                           |
| 4   | DEF  | Kyle Halehale        | 3 de junio de 2002 (23 años)       | 11   | 0     | Mercyhurst University             |
| 5   | DEF  | Leon Morimoto        | 18 de diciembre de 2001 (23 años)  | 5    | 1     | Loyola FC                         |
| 13  | DEF  | Anthony Quidachay    | 11 de junio de 2002 (23 años)      | 2    | 0     | Chatham Cougars                   |
| 15  | DEF  | Shane Healy          | 3 de julio de 1998 (26 años)       | 3    | 0     | Bank of Guam Strykers             |
| 20  | DEF  | Levi Buckwalter      | 29 de diciembre de 2004 (20 años)  | 2    | 0     | Wings FC                          |
|     | DEF  | Isiah Lagutang       | 3 de agosto de 1997 (27 años)      | 13   | 1     | Bank of Guam Strykers             |
|     | DEF  | Jonahan Romero       | 17 de marzo de 1998 (27 años)      | 34   | 0     | SYC United                        |
|     | DEF  | Nate Lee             | 6 de mayo de 1994 (31 años)        | 11   | 0     | FC Frederick                      |
|     | DEF  | Dane Agustin         | 23 de agosto de 2006 (18 años)     | 2    | 0     | San Antonio FC Academy            |
|     |      |                      |                                    |      |       |                                   |
| 6   | MED  | Joey Ciochetto       | 22 de octubre de 1996 (28 años)    | 4    | 0     | Irvine Zeta                       |
| 8   | MED  | Alec Taitague        | 9 de mayo de 2000 (25 años)        | 31   | 3     | Roanoke Maroons                   |
| 10  | MED  | Jason Cunliffe       | 23 de octubre de 1983 (41 años)    | 67   | 26    | Bank of Guam Strykers             |
| 11  | MED  | Nainoa Norton        | 3 de abril de 2004 (21 años)       | 2    | 0     | Olivet Nazarene University        |
| 12  | MED  | Nathan Sablan        | 10 de octubre de 1993 (31 años)    | 0    | 0     | Rovers FC                         |
| 14  | MED  | Jason Castro         | 6 de julio de 2007 (17 años)       | 1    | 0     | Strikers FC Irvine                |
|     | MED  | John Matkin          | 20 de abril de 1986 (39 años)      | 30   | 2     | Jugador libre                     |
|     | MED  | Jude Bischoff        | 26 de abril de 1992 (33 años)      | 1    | 0     | Guam Shipyard                     |
|     | MED  | Travis Nicklaw       | 21 de diciembre de 1993 (31 años)  | 36   | 1     | Jugador libre                     |
|     |      |                      |                                    |      |       |                                   |
| 7   | DEL  | James Gomez          | 15 de septiembre de 2004 (20 años) | 3    | 0     | Claremont McKenna College         |
| 9   | DEL  | Oz Rocca             | 10 de agosto de 2004 (20 años)     | 3    | 0     | Cal State Bakersfield Roadrunners |
| 16  | DEL  | Levi Berg            | 15 de abril de 2008 (17 años)      | 1    | 0     | Guam Shipyard                     |
| 17  | DEL  | Shuntaro Suzuki      | 21 de octubre de 2005 (19 años)    | 1    | 0     | Wings FC                          |
| 19  | DEL  | Daniel Glasscock     | 19 de mayo de 2004 (21 años)       | 1    | 0     | Manhoben Lalahi                   |
|     | DEL  | Marcus Lopez         | 9 de febrero de 1992 (33 años)     | 37   | 6     | Bank of Guam Strykers             |
|     | DEL  | Eddie Na             | 12 de febrero de 1996 (29 años)    | 8    | 0     | Tacoma Stars                      |
|     | DEL  | Ka'eo Gonsalves      | 6 de enero de 2005 (20 años)       | 2    | 0     | Richmond Kickers                  |

## Entrenadores
- Willie McFaul (1999–2004)[11]
- Sugao Kambe (2003–2005)[12]
- Norio Tsukitate (2005–2011)[13]
- Kazuo Uchida (agosto de 2011–septiembre de 2011)[14][15]
- Gary White (2012–2016)[16][17]
- Darren Sawatzky (interino- 2016–2017)[18]
- Karl Dodd (2018–2021)[19][20]
- Seo Dong-won (2021–presente)[1]

## Estadísticas

### Copa Mundial de Fútbol
| Copa Mundial de Fútbol | Copa Mundial de Fútbol  | Copa Mundial de Fútbol  | Copa Mundial de Fútbol  | Copa Mundial de Fútbol  | Copa Mundial de Fútbol  | Copa Mundial de Fútbol  | Copa Mundial de Fútbol  |
| Año                    | Ronda                   | J                       | G                       | E                       | P                       | GF                      | GC                      |
| ---------------------- | ----------------------- | ----------------------- | ----------------------- | ----------------------- | ----------------------- | ----------------------- | ----------------------- |
| 1930 - 1974            | No existía la selección | No existía la selección | No existía la selección | No existía la selección | No existía la selección | No existía la selección | No existía la selección |
| 1978 - 1998            | No participó            | No participó            | No participó            | No participó            | No participó            | No participó            | No participó            |
| 2002                   | No clasificó            | No clasificó            | No clasificó            | No clasificó            | No clasificó            | No clasificó            | No clasificó            |
| 2006                   | Se retiró               | Se retiró               | Se retiró               | Se retiró               | Se retiró               | Se retiró               | Se retiró               |
| 2010                   | Se retiró               | Se retiró               | Se retiró               | Se retiró               | Se retiró               | Se retiró               | Se retiró               |
| 2014                   | Se retiró               | Se retiró               | Se retiró               | Se retiró               | Se retiró               | Se retiró               | Se retiró               |
| 2018                   | No clasificó            | No clasificó            | No clasificó            | No clasificó            | No clasificó            | No clasificó            | No clasificó            |
| 2022                   | No clasificó            | No clasificó            | No clasificó            | No clasificó            | No clasificó            | No clasificó            | No clasificó            |
| 2026                   | No clasificó            | No clasificó            | No clasificó            | No clasificó            | No clasificó            | No clasificó            | No clasificó            |
| 2030                   | Por disputarse          | Por disputarse          | Por disputarse          | Por disputarse          | Por disputarse          | Por disputarse          | Por disputarse          |
| 2034                   | Por disputarse          | Por disputarse          | Por disputarse          | Por disputarse          | Por disputarse          | Por disputarse          | Por disputarse          |
| Total                  | 0/23                    | -                       | -                       | -                       | -                       | -                       | -                       |

### Copa Asiática
| Copa Asiática | Copa Asiática           | Copa Asiática           | Copa Asiática           | Copa Asiática           | Copa Asiática           | Copa Asiática           | Copa Asiática           |
| Año           | Ronda                   | J                       | G                       | E                       | P                       | GF                      | GC                      |
| ------------- | ----------------------- | ----------------------- | ----------------------- | ----------------------- | ----------------------- | ----------------------- | ----------------------- |
| 1956 - 1972   | No existía la selección | No existía la selección | No existía la selección | No existía la selección | No existía la selección | No existía la selección | No existía la selección |
| 1976 - 1992   | No participó            | No participó            | No participó            | No participó            | No participó            | No participó            | No participó            |
| 1996          | No clasificó            | No clasificó            | No clasificó            | No clasificó            | No clasificó            | No clasificó            | No clasificó            |
| 2000          | No clasificó            | No clasificó            | No clasificó            | No clasificó            | No clasificó            | No clasificó            | No clasificó            |
| 2004          | No clasificó            | No clasificó            | No clasificó            | No clasificó            | No clasificó            | No clasificó            | No clasificó            |
| 2007          | No participó            | No participó            | No participó            | No participó            | No participó            | No participó            | No participó            |
| 2011          | No clasificó            | No clasificó            | No clasificó            | No clasificó            | No clasificó            | No clasificó            | No clasificó            |
| 2015          | No clasificó            | No clasificó            | No clasificó            | No clasificó            | No clasificó            | No clasificó            | No clasificó            |
| 2019          | Se retiró               | Se retiró               | Se retiró               | Se retiró               | Se retiró               | Se retiró               | Se retiró               |
| 2023          | No clasificó            | No clasificó            | No clasificó            | No clasificó            | No clasificó            | No clasificó            | No clasificó            |
| 2027          | Se retiró               | Se retiró               | Se retiró               | Se retiró               | Se retiró               | Se retiró               | Se retiró               |
| Total         | 0/19                    | -                       | -                       | -                       | -                       | -                       | -                       |

## Otros torneos regionales

### Campeonato de Fútbol de Asia Oriental(EAFF)
| Campeonato de Fútbol de Asia Oriental | Campeonato de Fútbol de Asia Oriental | Campeonato de Fútbol de Asia Oriental | Campeonato de Fútbol de Asia Oriental | Campeonato de Fútbol de Asia Oriental | Campeonato de Fútbol de Asia Oriental | Campeonato de Fútbol de Asia Oriental | Campeonato de Fútbol de Asia Oriental |
| Año                                   | Ronda                                 | J                                     | G                                     | E                                     | P                                     | GF                                    | GC                                    |
| ------------------------------------- | ------------------------------------- | ------------------------------------- | ------------------------------------- | ------------------------------------- | ------------------------------------- | ------------------------------------- | ------------------------------------- |
| 2003                                  | No clasificó                          | No clasificó                          | No clasificó                          | No clasificó                          | No clasificó                          | No clasificó                          | No clasificó                          |
| 2005                                  | No clasificó                          | No clasificó                          | No clasificó                          | No clasificó                          | No clasificó                          | No clasificó                          | No clasificó                          |
| 2008                                  | No clasificó                          | No clasificó                          | No clasificó                          | No clasificó                          | No clasificó                          | No clasificó                          | No clasificó                          |
| 2010                                  | No clasificó                          | No clasificó                          | No clasificó                          | No clasificó                          | No clasificó                          | No clasificó                          | No clasificó                          |
| 2013                                  | No clasificó                          | No clasificó                          | No clasificó                          | No clasificó                          | No clasificó                          | No clasificó                          | No clasificó                          |
| 2015                                  | No clasificó                          | No clasificó                          | No clasificó                          | No clasificó                          | No clasificó                          | No clasificó                          | No clasificó                          |
| 2017                                  | No clasificó                          | No clasificó                          | No clasificó                          | No clasificó                          | No clasificó                          | No clasificó                          | No clasificó                          |
| 2019                                  | No clasificó                          | No clasificó                          | No clasificó                          | No clasificó                          | No clasificó                          | No clasificó                          | No clasificó                          |
| 2022                                  | No participó                          | No participó                          | No participó                          | No participó                          | No participó                          | No participó                          | No participó                          |
| 2025                                  | No clasificó                          | No clasificó                          | No clasificó                          | No clasificó                          | No clasificó                          | No clasificó                          | No clasificó                          |
| Total                                 | 0/9                                   | -                                     | -                                     | -                                     | -                                     | -                                     | -                                     |

### Fútbol en los Juegos del Pacífico
| Fútbol en los Juegos del Pacífico | Fútbol en los Juegos del Pacífico | Fútbol en los Juegos del Pacífico | Fútbol en los Juegos del Pacífico | Fútbol en los Juegos del Pacífico | Fútbol en los Juegos del Pacífico | Fútbol en los Juegos del Pacífico | Fútbol en los Juegos del Pacífico |
| Año                               | Ronda                             | J                                 | G                                 | E                                 | P                                 | GF                                | GC                                |
| --------------------------------- | --------------------------------- | --------------------------------- | --------------------------------- | --------------------------------- | --------------------------------- | --------------------------------- | --------------------------------- |
| 1963                              | No existía la selección           | No existía la selección           | No existía la selección           | No existía la selección           | No existía la selección           | No existía la selección           | No existía la selección           |
| 1966                              | No existía la selección           | No existía la selección           | No existía la selección           | No existía la selección           | No existía la selección           | No existía la selección           | No existía la selección           |
| 1969                              | No existía la selección           | No existía la selección           | No existía la selección           | No existía la selección           | No existía la selección           | No existía la selección           | No existía la selección           |
| 1971                              | No existía la selección           | No existía la selección           | No existía la selección           | No existía la selección           | No existía la selección           | No existía la selección           | No existía la selección           |
| 1975                              | Fase de grupos                    | 2                                 | 0                                 | 0                                 | 2                                 | 1                                 | 16                                |
| 1979                              | Fase de grupos                    | 5                                 | 2                                 | 0                                 | 3                                 | 13                                | 25                                |
| 1983                              | No participó                      | No participó                      | No participó                      | No participó                      | No participó                      | No participó                      | No participó                      |
| 1987                              | No participó                      | No participó                      | No participó                      | No participó                      | No participó                      | No participó                      | No participó                      |
| 1991                              | Fase de grupos                    | 4                                 | 0                                 | 0                                 | 3                                 | 1                                 | 72                                |
| 1995                              | Fase de grupos                    | 3                                 | 0                                 | 0                                 | 3                                 | 0                                 | 23                                |
| 2003                              | No participó                      | No participó                      | No participó                      | No participó                      | No participó                      | No participó                      | No participó                      |
| 2007                              | No participó                      | No participó                      | No participó                      | No participó                      | No participó                      | No participó                      | No participó                      |
| 2011                              | Fase de grupos                    | 5                                 | 1                                 | 1                                 | 3                                 | 4                                 | 21                                |
| 2015                              | Disputado por selecciones sub-23  | Disputado por selecciones sub-23  | Disputado por selecciones sub-23  | Disputado por selecciones sub-23  | Disputado por selecciones sub-23  | Disputado por selecciones sub-23  | Disputado por selecciones sub-23  |
| 2019                              | No participó                      | No participó                      | No participó                      | No participó                      | No participó                      | No participó                      | No participó                      |
| 2023                              | No participó                      | No participó                      | No participó                      | No participó                      | No participó                      | No participó                      | No participó                      |
| Total                             | 5/15                              | 19                                | 3                                 | 1                                 | 14                                | 19                                | 167                               |